# DD饭店大楼
DD饭店大楼建于1927年，坐落于天津法租界的主要街道大法国路（今解放北路25号），曾为天津市重点保护等级历史风貌建筑。2009年9月23日，大楼受到施工中的天津地铁三号线影響，楼体出現裂缝，最大裂縫達60-70厘米.當時大樓作為民居，次日住民緊急疏散，大楼隨即拆除。原址後改建為綠地景觀。

## 建筑
DD饭店大楼为四层混合结构，一层为拱券式通廊，窗口旁设有装饰立柱。是一座具有古典主义风貌特征的建筑。